# FK Šaca
FK Šaca là một câu lạc bộ bóng đá Slovakia đến từ Šaca thuộc Košice. Hiện tại đội bóng thi đấu ở V. liga nam.

## Màu sắc và huy hiệu
Màu sắc của đội bóng là xanh dương và trắng.